# Quan hệ Úc – Việt Nam
Quan hệ Úc – Việt Nam là quan hệ ngoại giao giữa Việt Nam và Úc (Australia). Việt Nam và Úc đã xác lập quan hệ ngoại giao từ 26 tháng 2 năm 1973, hiện nay, hai nước đã thiết lập quan hệ Đối tác Toàn diện từ năm 2009 và là Đối tác chiến lược từ ngày 15 tháng 3 năm 2018, Đối tác chiến lược toàn diện từ năm 2024.

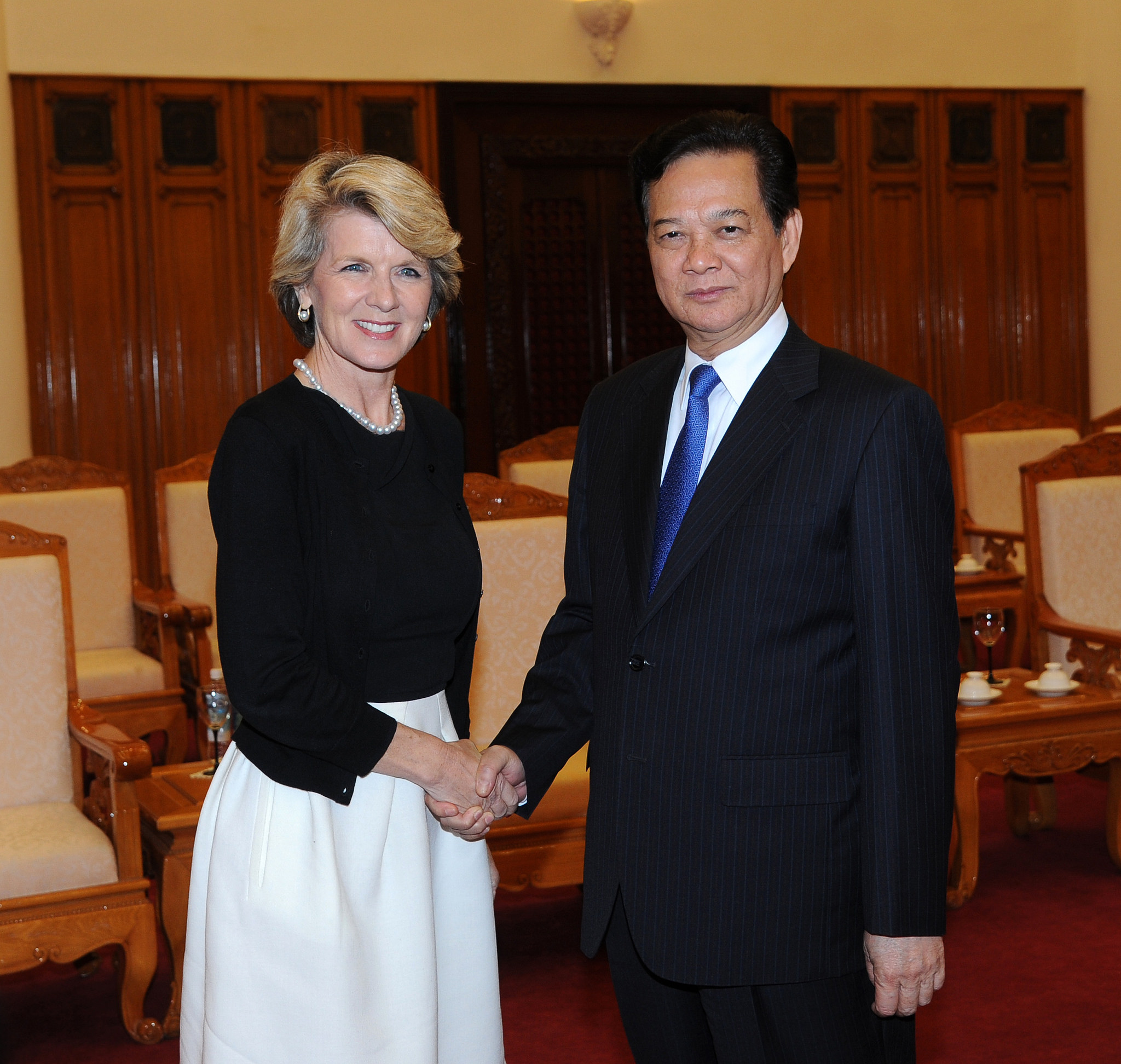
Ngoại trưởng Úc Julie Bishop gặp Thủ tướng Việt Nam Nguyễn Tấn Dũng tại Hà Nội, ngày 18 tháng 2 năm 2014

## Lịch sử
Những liên hệ đầu tiên của họ có niên đại vào thế kỷ 19 khi Đế quốc Anh đang chú ý đến các nước thuộc địa ở châu Á, thì thực dân Pháp sau đó đã từ chối tiếp xúc chính thức giữa Việt Nam và Úc. Cho đến khi kết thúc Thế chiến II, quan hệ giữa Úc và Việt Nam gần như không tồn tại.

### Chiến tranh Việt Nam
Nỗi sợ hãi sau đó của chủ nghĩa cộng sản đã lôi kéo Úc đến trước chiến tranh Việt Nam, trong đó Úc tham gia như một phần của sự can thiệp chống cộng vào Việt Nam để hỗ trợ Nam Việt Nam chống lại Bắc Việt Nam. Úc cam kết gửi 50.000 quân chống lại cộng sản, trong đó 520 người đã thiệt mạng. Chiến tranh đã ảnh hưởng sâu sắc đến xã hội Úc.
Sau khi Chiến tranh Việt Nam kết thúc, Úc đã tiếp đón nhiều người tị nạn Việt Nam chạy trốn khỏi sự sụp đổ kinh tế do chiến tranh. Người tị nạn Việt Nam là nhóm lớn người di cư không phải người châu Âu đầu tiên vào Úc sau khi loại bỏ chính sách của ''Úc trắng''.

## Tiến trình

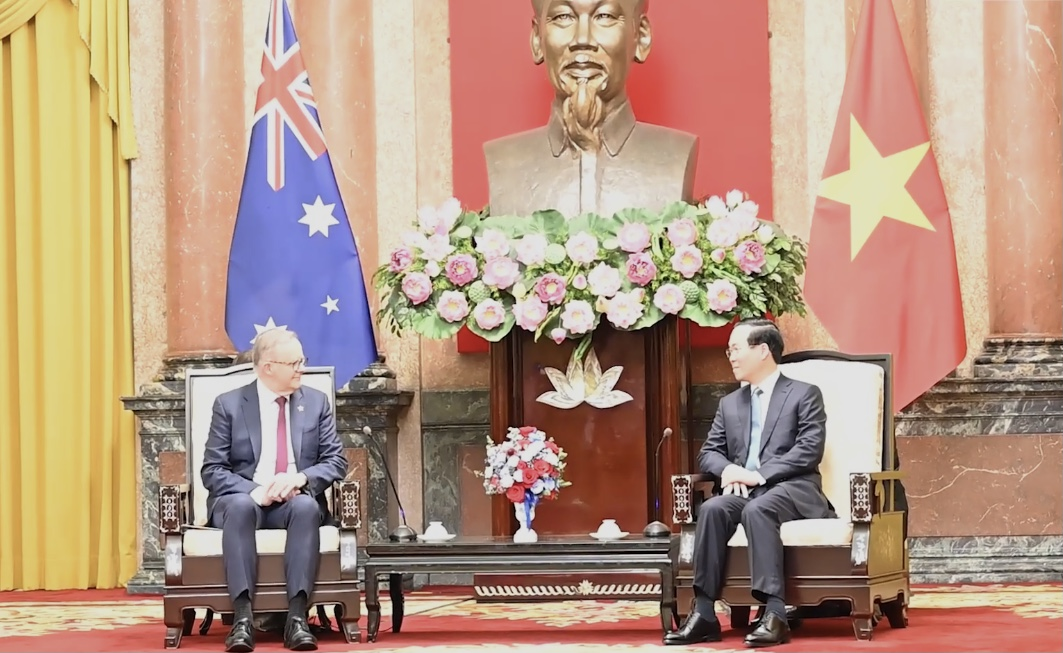
Chủ tịch nước Võ Văn Thưởng tiếp Thủ tướng Úc Anthony Albanese

Chính phủ Công đảng của Thủ tướng Gough Whitlam chính thức thiết lập quan hệ ngoại giao với Việt Nam vào ngày 26 tháng 2 năm 1973. Đến tháng 9 năm 2009, Úc và Việt Nam xác định mối quan hệ là Đối tác Toàn diện, thể hiện "cam kết qua lại mạnh mẽ" đối với mối quan hệ, thỏa thuận xây dựng một khuôn khổ nhằm củng cố và tăng cường hợp tác trên một số lĩnh vực chủ chốt.
Năm 2006, tại APEC 14 ở Hà Nội, Thủ tướng Úc John Howard đã đáp máy bay đến Việt Nam, trong cả ba ngày có mặt tại Hà Nội, sáng nào Thủ tướng Úc John Howard cũng dậy sớm để đi bộ hai vòng quanh hồ Hoàn Kiếm, sau đó, ông đã vào Thành phố Hồ Chí Minh và tỉnh Bà Rịa-Vũng Tàu. Sáng sớm trước khi làm việc, trong lịch trình của ông có chạy bộ tập thể dục ở khu vực Dinh Thống Nhất và sáng sớm hôm sau, Thủ tướng Úc có cuộc chạy bộ ở thành phố Hồ Chí Minh trước khi lên đường về nước.
Tại APEC 2017 ở Đà Nẵng, Thủ tướng Úc Malcolm Turnbull đi bộ đến quán bánh mỳ mua hai cái và ngồi ăn ngay trên vỉa hè cùng đầu bếp người Úc gốc Việt Luke Nguyen. Thủ tướng Turnbull cho biết: "Người Australia thưởng thức món ăn Việt Nam hàng ngày, và đây chính là một trong những đóng góp tích cực của gần 300.000 người Việt định cư ở Australia. Tuy nhiên, đây là lần đầu tiên tôi dùng bánh mì! Tôi thực sự yêu thích vị tươi mới trong các món ăn Việt Nam". Sau khi dùng bữa sáng, thủ tướng Australia và đầu bếp Luke Nguyễn cùng chụp ảnh tự sướng với người dân địa phương.

## Đại sứ quán và lãnh sự quán

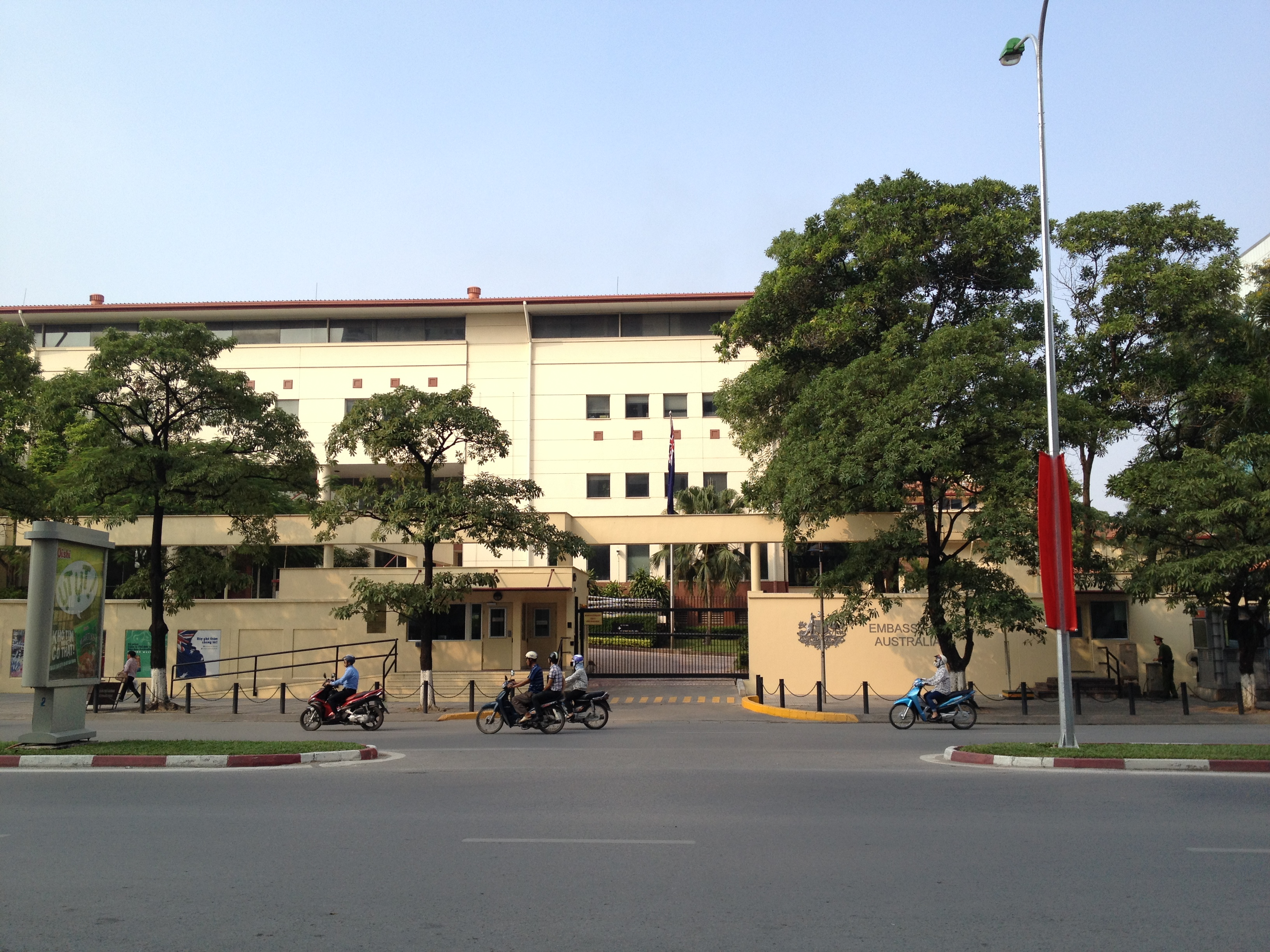
Đại sứ quán Úc tại Hà Nội
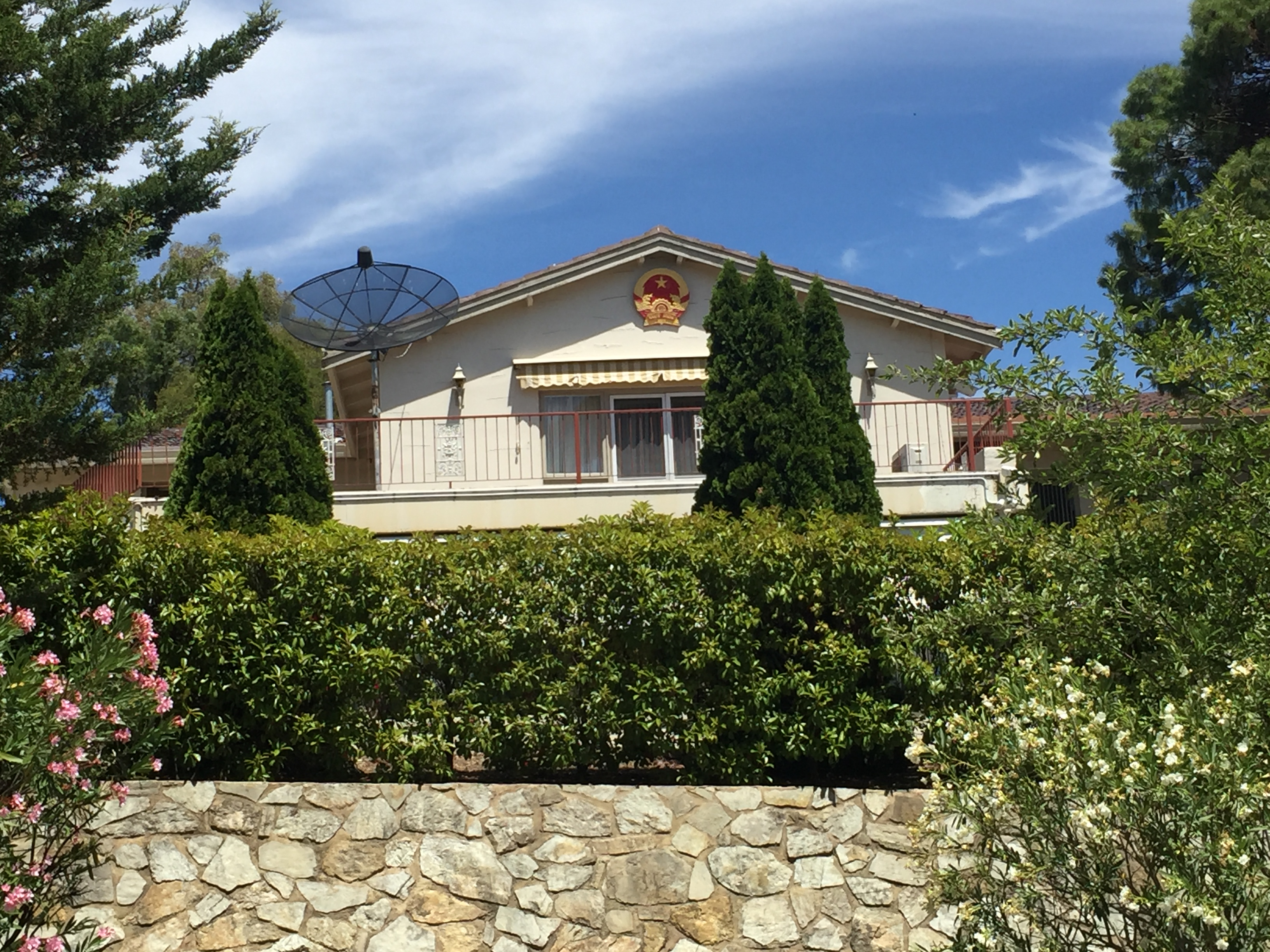
Đại sứ quán Việt Nam tại Canberra

- Tại Việt Nam:
- Hà Nội (Đại sứ quán)
- Thành phố Hồ Chí Minh (Lãnh sự quán)
- Đà Nẵng (Lãnh Sự Quán)

- Tại Úc:
- Canberra (Đại sứ quán)
- Perth (Lãnh sự quán)
- Sydney (Lãnh sự quán)